# Amajlije
Amajlije so naselje v občini Bijeljina, Bosna in Hercegovina. 

## Deli naselja
Amajlije, Bair, Buk, Bukrekš in Vitaja. 

## Prebivalstvo
| Pregled števila prebivalcev po letih | Pregled števila prebivalcev po letih | Pregled števila prebivalcev po letih | Pregled števila prebivalcev po letih | Pregled števila prebivalcev po letih | Pregled števila prebivalcev po letih |
| ------------------------------------ | ------------------------------------ | ------------------------------------ | ------------------------------------ | ------------------------------------ | ------------------------------------ |
| 1948                                 | 1953                                 | 1961                                 | 1971                                 | 1981                                 | 1991                                 |
| -                                    | -                                    | -                                    | 1.126                                | 1.098                                | 1.110                                |

| Narodna sestava prebivalstva po letih                                                                                          | Narodna sestava prebivalstva po letih                                                                                           | Narodna sestava prebivalstva po letih                                                                                           |
| --- | --- | --- |
| 1971 | 1981 | 1991 |
| . skupaj: 1.126 Srbi 1.117 (99,20 %) Hrvati 1 (0,08 %) Muslimani 1 (0,08 %) Jugoslovani 2 (0,17 %) drugi in neznano 5 (0,44 %) | . skupaj: 1.098 Srbi 1.057 (96,26 %) Hrvati 1 (0,09 %) Muslimani 0 (0,00 %) Jugoslovani 39 (3,55 %) drugi in neznano 1 (0,09 %) | . skupaj: 1.110 Srbi 1.066 (96,03 %) Hrvati 4 (0,36 %) Muslimani 4 (0,36 %) Jugoslovani 31 (2,79 %) drugi in neznano 5 (0,45 %) |